# Misión de San Cayetano de Calabazas
La misión de San Cayetano de Calabazas, también conocida como Calabasas, ubicada cerca de Nogales (Arizona), es una histórica misión española jesuita cuyo patrón es San Cayetano. Es considerada un Hito Histórico Nacional de Estados Unidos y es una de las misiones españolas en Arizona. 

## Historia

### sigloXVIII
La misión original de San Cayetano en Tumacacori fue fundada por el padre Eusebio Kino en 1691 en el primer gran viaje de exploración de Kino a la Pimería Alta. Durante la rebelión de O'odham de 1751, la misión original de San Cayetano fue destruida. Posteriormente, el misionero jesuita Francisco Xavier Pauer fundó en 1756 una nueva misión de San Cayetano al sur de la misión original, aguas arriba de la confluencia del río Santa Cruz con el arroyo Sonoita. Tomó al menos setenta y ocho pima para la misión desde su pueblo de Toacuquita (más cerca del río Santa Cruz) hasta el nuevo sitio en los acantilados sobre el río hacia el este.
Para 1761 un informe decía que la misión tenía una casa y una iglesia a medio construir. Un informe de la iglesia en 1772 describió que la misión tenía una población de 64, 21 hombres, 24 mujeres y 19 niños. Describió el lugar como estar en una llanura abierta con buenas tierras, pero que los pima cultivaban poco o nada, y que no había iglesia ni casa para el misionero. Sin embargo, para 1773 la iglesia estaba ya en funcionamiento y en 1775, el padre Pedro Font dio misa allí durante la primera expedición de Juan Bautista de Anza a la parte alta de Las Californias.
En 1777, la iglesia de la misión, las casas y el granero lleno de maíz, fueron saqueados e incendiados durante una incursión de parte de una banda de apaches, pimas apóstatas y seris que habían atacado de manera similar a Magdalena de Kino y otras comunidades de Pimería Alta durante 1776. La misión mató a 14 de los asaltantes pero perdió a 7 de los suyos. La misión fue abandonada en 1786 cuando los últimos pimas se fueron debido a las continuas hostilidades de los apaches.

### sigloXIX
Entre 1807 y 1830, el área de asentamiento se utilizó como estancia para la cercana misión de San José de Tumacácori. En 1808, colonos españoles e indios cristianos se mudaron al área de Calabazas y restauraron la capilla. En respuesta, los apaches los atacaron de nuevo en 1830, prendiendo fuego a los edificios y llevándose vasos sagrados y vestimentas en el proceso. Esto desalentó a cualquiera a vivir allí durante más de dos décadas, pero los vaqueros de Tumacácori continuaron arreando ganado en los alrededores.
En 1837, el gobierno mexicano construyó el Presidio de Calabasas para proteger el área. En 1844, la misión de Calabasas y sus terrenos fueron vendidos en subasta al cuñado del gobernador de Sonora, Manuel María Gándara. Gándara estableció un rancho en la antigua misión con 6.000 cabezas de ganado. La venta de La Mesilla de 1854 de México a Estados Unidos a México, incluyó esta área en el Territorio de Nuevo México. Los soldados del ejército mexicano en la guarnición de Tucson (cuyo objetivo era proteger a los ciudadanos de los apaches), se retiraron del territorio tras la venta a principios de 1856. Con su retirada, la vida del rancho Gándara llegó a su fin.
A fines de 1856, la iglesia de la misión, ahora casa de campo, se convirtió en el hogar temporal del mayor Enoch Steen, comandante de cuatro compañías del Primer Regimiento de Dragones de los Estados Unidos, quien estableció Camp Moore, en el antiguo Presidio de Calabasas, como el primer puesto militar en el área comprada del Territorio de Nuevo México. Ignacio Pesqueira, el nuevo gobernador de Sonora, permitió que los carros de intendencia cruzaran a Sonora en busca de suministros. Ahora, con la llegada de la protección militar, el rancho Gándara y sus alrededores se llenaron de ocupantes ilegales estadounidenses. Al año siguiente, Steen recibió órdenes del coronel Benjamin Bonneville, comandante departamental en Santa Fe, de mudarse más cerca de Tucson. Considerando los vicios de Tucson como un peligro para el buen orden y la disciplina de sus tropas, Steen, en cambio, movió su campamento 25 millas al noreste hasta la cabecera de Sonoita Creek. El nuevo puesto se llamó Fort Buchanan en honor al recientemente inaugurado presidente James Buchanan. Posteriormente, los edificios de la antigua misión sirvieron para una serie de propósitos, una aduana en 1857 y la casa del rancho fue ocupada por la familia de Larcena Pennington Page antes de septiembre de 1859.
En septiembre de 1865, la guarnición del Ejército de la Unión en Tubac, Arizona, fue transferida a Old Camp Moore en Calabasas y primero se llamó Post en Calabasas y luego Fort Mason en honor al general Mason, quien era entonces el comandante de los voluntarios de California en Arizona. El 1.º batallón de Caballería Nativa, los Voluntarios de California y el 7.º regimiento de Infantería de Voluntarios de California ocuparon el puesto hasta que fueron relevados por tropas del ejército de los Estados Unidos en mayo de 1866. Debido a la malaria persistente, los regulares abandonaron el fuerte en octubre de 1866 y establecieron Camp Cameron.
La misión Calabazas estaba en ruinas completamente abandonada en 1878, y solo quedaba la estructura sin techo.
El padre Norman Whalen reclutó voluntarios de preservación que cubrieron las paredes de adobe y colocaron una base de hormigón en 1960. La Sociedad Histórica de Arizona se hizo cargo de la administración y propiedad del sitio en octubre de 1974. La misión pasó a formar parte del Parque Histórico Nacional Tumacácori en 1990. La misión fue declarada hito histórico nacional en 1990 y está registro nacional de lugares históricos.

## Galería

Ruinas de la misión (1940)
Vista de la iglesia de la misión desde el noroeste
Canal en el muro este de las ruinas de la iglesia de la misión